# Монтгомери, Майк (бейсболист)
Майкл Пол Монтгомери (англ. Michael Paul Montgomery; 1 июля 1989, Мишен-Хилс, Калифорния) — американский бейсболист, питчер клуба Главной лиги бейсбола «Канзас-Сити Роялс». Победитель Мировой серии 2016 года в составе «Чикаго Кабс».

## Биография

### Ранние годы
Майк Монтгомери родился 1 июля 1989 года в Мишен-Хилс в Калифорнии. В 2008 году он окончил старшую школу имени Уильяма Харта в Санта-Кларите. Во время учёбы играл за школьную баскетбольную команду, но был исключён из неё за слишком большое количество технических фолов. После этого Монтгомери сосредоточился на бейсболе, демонстрируя талант питчера. 

### Начало карьеры
На драфте Главной лиги бейсбола 2008 года его под общим 36 номером выбрал клуб «Канзас-Сити Роялс». В том же году Майк дебютировал на профессиональном уровне, сыграв 43 иннинга в Аризонской лиге с показателем пропускаемости 1,69. В качестве основных он задействовал две подачи: фастбол, подкрученный вниз, и чейндж-ап. Журнал Baseball America по итогам сезона поставил Монтгомери на первое место в рейтинге самых перспективных игроков лиги.
К 2011 году он продвинулся в системе Роялс до уровня ААА-лиги, где играл за «Омаху Сторм Чейзерс». В декабре 2012 года Майк в ходе крупного обмена перешёл в «Тампу-Бэй Рейс». В течение следующих двух сезонов он играл в младших лигах, преимущественно за «Дарем Буллз». Проблемы со стабильностью привели к тому, что Монтгомери перестал входить в число самых перспективных проспектов. В марте 2015 года «Тампа-Бэй» обменяла его в «Сиэтл Маринерс» на питчера Эрасмо Рамиреса. В начале июня Майк был переведён в основной состав команды, заменив травмированного Джеймса Пэкстона, и дебютировал в Главной лиге бейсбола.

### Главная лига бейсбола
В 2015 и 2016 годах Монтгомери в качестве стартового питчера сыграл за «Маринерс» в шестнадцати матчах с пропускаемостью 4,60. По ходу второго из этих сезонов он входил в число питчеров стартовой ротации клуба, но на поле большую часть времени выходил как реливер. Последние игры в составе Сиэтла Майк провёл в начале июля 2016 года, после чего был обменян в «Чикаго Кабс».
В оставшейся части регулярного чемпионата 2016 года он провёл пять игр стартовым питчером, в ситуациях, когда отдых требовался лидерам ротации «Кабс»: Джону Лестеру, Кайлу Хендриксу и Джейку Арриете. Команда по итогам чемпионата вышла в плей-офф и выиграла Мировую серию. В решающей седьмой игре Монтгомери вышел на замену в десятом иннинге и сделал сейв, принёсший «Чикаго» победу. 
В сезоне 2017 года он выполнял в клубе различные роли: реливера-универсала, закрывающего игры и стартового питчера в экстренных случаях. Дважды по ходу сезона Майк заменял в стартовой ротации травмированных Хендрикса и Лестера. Суммарно он сыграл в 44 матчах регулярного чемпионата, проведя на поле 130,2 иннинга. В предыдущие несколько сезонов Монтгомери не получал такой нагрузки и это сказалось на его эффективности в плей-офф. В играх на вылет он сыграл только 4,1 иннинга, позволил соперникам выбить 14 хитов и 3 хоум-рана, и пропустил 8 очков. Схожую роль в составе «Чикаго» он играл и в 2018 году. Начав сезон в буллпене, по его ходу Майк подменял в стартовой ротации травмированных или неэффективных партнёров по команде.
В первой части сезона 2019 года Монтгомери провёл за «Кабс» 27 иннингов с пропускаемостью 5,67. Отчасти этот показатель объяснялся последствиями травмы, из-за которой он пропустил часть игр в начале чемпионата. В июле «Чикаго» обменяли его в «Канзас-Сити Роялс» на кэтчера Мартина Мальдонадо. После перехода статистика Майка улучшилась: в составе «Роялс» он сыграл 64 иннинга, а показатель пропускаемости снизился до 4,64.